# Шутова, Марина Николаевна
Марина Николаевна Шутова — советский и российский ученый, специалист в области русского языка как иностранного, доктор педагогических наук, профессор.

## Образование
В 1974 году окончила Филологический факультет МГУ им. М. В. Ломоносова по специальности «Русский язык и литература».
В 1990 году в ГОС ИРЯ им. А. С. Пушкина защитила диссертацию на соискание ученой степени кандидата педагогических наук, тема «Роль фонетики в формировании коммуникативной компетенции студентов-филологов включенного обучения». В 2005 в ГОС ИРЯ им. А. С. Пушкина защитила диссертацию на соискание ученой степени доктора педагогических наук, тема: «Лингвометодические основы обучения фонетике русского языка иностранных студентов-филологов на завершающем этапе».

## Преподавательская и административная работа в высшей школе
С 1974 года работает в ГОС ИРЯ им. А. С. Пушкина.
Преподавала на кафедре практики русского языка студентов филологического профиля, являлась деканом факультета обучения и стажировки иностранных студентов.
В настоящее время — профессор кафедры стажировки зарубежных специалистов.

## Научная работа
Профессор М. Н. Шутова — автор более 150 научных учебно- и научно-методических работ (монографий, статей в ведущих статусных отечественных и зарубежных научных журналах, учебников и учебных пособий) по методике обучения русскому языку как иностранному, психологическим проблемы обучения РКИ, фонетике, культуре речи. Индекс Хирша — 9.
Является членом диссертационного совета при ГОС ИРЯ им. А. С. Пушкина.

## Основные труды

#### Монографии
Шутова, М. Н. Лингвометодические особенности формирования коммуникативной компетенции иностранных студентов-филологов на русском языке (фонетический аспект) : Монография. Электронное издание / М. Н. Шутова ; Редактор Н. Разумова; Компьютерная верстка Е. Васюкова. — Москва : Государственный институт русского языка им. А. С. Пушкина, 2021. — 70 с.

#### Научные статьи
Шутова, М. Н. Методика обучения иностранных учащихся интонации русского повествовательного предложения / М. Н. Шутова // Современные тенденции в преподавании и изучении русского языка как иностранного : материалы международной научно-практической конференции, Москва, 07 февраля 2022 года. — Москва: Московский педагогический государственный университет, 2022. — С. 390—398.
Шутова, М. Н. Трудности обучения китайских учащихся консонантизму русского языка / М. Н. Шутова // Довузовский этап обучения в России и мире: язык, адаптация, социум, специальность. Актуальные вопросы реализации образовательных программ на подготовительных факультетах для иностранных граждан : Сборник статей IV Международного конгресса преподавателей и руководителей подготовительных факультетов(отделений) вузов РФ и V Всероссийской научно-практической конференции, Москва, 14—16 октября 2020 года. — Москва: Государственный институт русского языка им. А. С. Пушкина, 2021. — С. 864—868.
Шутова, М. Н. Русское ударение: инновационные приемы обучения иностранных студентов / М. Н. Шутова // Горизонты современной русистики : Сборник статей Международной научной конференции, посвященной 90-летнему юбилею академика В. Г. Костомарова, Москва, 30—31 января 2020 года.
— Москва: Государственный институт русского языка им. А. С. Пушкина, 2020. — С. 1210—1214.
Шутова, М. Н. Обучение русскому ударению иностранных студентов: взаимосвязь теоретического и практического курсов РКИ / М. Н. Шутова // Межпредметные связи в период стажировки иностранных студентов-филологов в государственном институте русского языка им. А. С. Пушкина : Сборник статей и учебно-методических материалов / Редактор А. Н. Арефьева, Компьютерная верстка Е. А. Васюкова. — Москва : Государственный институт русского языка им. А. С. Пушкина, 2020. — С. 68—73.
Шутова, М. Н. Особенности корректировочного курса по фонетике русского языка для студентов-филологов на этапе стажировки в условиях языковой среды / М. Н. Шутова // Русский язык, литература и культура на рубеже веков : IX международный конгресс МАПРЯЛ, Братислава, Словацкая республика, 16—21 августа 1999 г.: тезисы докладов и сообщений, Братислава, 16—21 августа 1999 года / Международная ассоциация преподавателей русского языка и литературы, Asociácia rusistov Slovenska. — Братислава, 1999. — С. 108—109.

#### Учебники и учебные пособия
Шутова, М. Н. Рабочая тетрадь «Интонация русского речевого этикета» : Учебное пособие для иностранных студентов / М. Н. Шутова. — Москва : Государственный институт русского языка им. А. С. Пушкина, 2017. — 40 с.
Шутова, М. Н. Пособие по обучению русскому ударению : Учебное пособие / М. Н. Шутова. — 2-е издание. — Москва : Русский язык. Курсы, 2016. — 95 с.

## Награды
Почетный работник высшего профессионального образования Российской Федерации;
Памятная медаль ГОС ИРЯ им. А. С. Пушкина «Ветеран Института».